# Frank Mücklich
Frank Mücklich (* 17. August 1959 in Dresden) ist ein deutscher Materialforscher. Er ist Professor an der Universität des Saarlandes und leitet dort den Lehrstuhl für Funktionswerkstoffe.

## Leben und Wirken
Nach dem Abitur am Geschwister-Scholl-Gymnasium in Freiberg (1978) und dem Grundwehrdienst bei der Nationalen Volksarmee der DDR studierte Frank Mücklich von 1980 bis 1985 physikalische Metallkunde und Werkstoffwissenschaft an der TU Bergakademie Freiberg. 1988 wurde er mit einer Dissertationsschrift zur „Röntgendiffraktometrischen Analyse von Punktdefekten in hochperfekten Galliumarsenid-Einkristallen“ am Institut von Heinrich Oettel promoviert. Danach leitete er die Arbeitsgruppe „Metallografie“ des Metallkundeinstituts an der TU Bergakademie Freiberg.
1990 ging Mücklich als Stipendiat an das Max-Planck-Institut für Metallforschung in Stuttgart zu Günter Petzow und wurde dort Gruppenleiter für Metallische Funktionswerkstoffe. 1995 folgte er einem Ruf an die Universität des Saarlandes und baute den neu gegründeten Lehrstuhl für Funktionswerkstoffe auf. 2008 gründete er die Europäische Schule für Materialforschung und 2009 das Material Engineering Center Saarland als Forschungszentrum der Steinbeis-Stiftung.
Frank Mücklich ist verheiratet und hat drei erwachsene Kinder.

## Forschungsgebiete
Mücklich arbeitet auf den Gebieten der Oberflächenstrukturierung und der Werkstoffcharakterisierung. An Oberflächen und dünnen Schichten erforscht er dabei neue Möglichkeiten der Werkstofffunktionalisierung vor allem durch gepulste Laserstrahlen sowie Dünnschichtphänomene und Elektroerosion. Er untersucht den dreidimensionalen Gefügeaufbau der Werkstoffe auf der Mikro-, Nano- und atomaren Skala und arbeitet skalenabhängig mit verschiedenen experimentellen und theoretischen Methoden. Den theoretischen Hintergrund dazu legte Mücklich gemeinsam mit dem Mathematiker Joachim Ohser in dem Buch Statistical Analysis of Microstructures in Materials Science dar.

## Auszeichnungen
- 1994: Georg-Masing-Gedächtnispreis der Deutschen Gesellschaft für Materialkunde
- 1997: Alfried-Krupp-Förderpreis für junge Hochschullehrer der Alfried Krupp von Bohlen und Halbach-Stiftung
- 2007: (mit C. Daniel und A. Lasagni). Werner-Köster-Preis der Deutschen Gesellschaft für Materialkunde
- 2008: Roland-Mitsche-Preis der ASMET Österreich und der Deutschen Gesellschaft für Materialkunde
- 2010: Werner-Köster-Preis der Deutschen Gesellschaft für Materialkunde, gemeinsam mit A. Velichko
- 2012: Löhn-Preis, Transferpreis der Steinbeis-Stiftung
- 2013: Innovationspreis des Deutschen Kupferinstituts
- 2016: Henry Clifton Sorby Award der ASM International[2]
- 2016: Berthold Leibinger Innovationspreis
- 2018: Mitglied der Deutschen Akademie der Technikwissenschaften
- 2018: Fellow der American Society for Materials
- 2018: Präsident (Wissenschaft) der Deutschen Gesellschaft für Materialkunde[3]
- 2023: Heyn-Denkmünze der Deutschen Gesellschaft für Materialkunde[4]
- 2023: Albert-Keil-Preis des VDE Verband der Elektrotechnik Elektronik Informationstechnik e.V.[5]